# Saint-Andéol-de-Fourchades
Saint-Andéol-de-Fourchades är en kommun i departementet Ardèche i regionen Auvergne-Rhône-Alpes i sydöstra Frankrike. Kommunen ligger  i kantonen Le Cheylard som ligger i arrondissementet Tournon-sur-Rhône. År 2022 hade Saint-Andéol-de-Fourchades 53 invånare.

## Befolkningsutveckling
Antalet invånare i kommunen Saint-Andéol-de-Fourchades
Referens: INSEE